# Prinia crinigera
Prinia crinigera là một loài chim trong họ Cisticolidae.